# Грінду (комуна, Тулча)
Грінду (рум. Grindu) — комуна у повіті Тулча в Румунії. До складу комуни входить єдине село Грінду.
Комуна розташована на відстані 198 км на північний схід від Бухареста, 53 км на північний захід від Тулчі, 141 км на північ від Констанци, 14 км на схід від Галаца.

## Населення
За даними перепису населення 2002 року у комуні проживали 1582 особи, усі — румуни. Усі жителі комуни рідною мовою назвали румунську. За віросповіданням усі жителі комуни — православні.

## Зовнішні посилання
- Дані про комуну Грінду на сайті Ghidul Primăriilor